# روتا کادیز
روتا کادیز (به اسپانیایی: Rota) یکی از دهستان‌های اسپانیا است که در استان کادیس واقع شده‌است.

## خصوصیات
روتا کادیز ۸۴ کیلومترمربع مساحت و ۲۶٬۷۹۲ نفر جمعیت دارد.

## نگارخانه

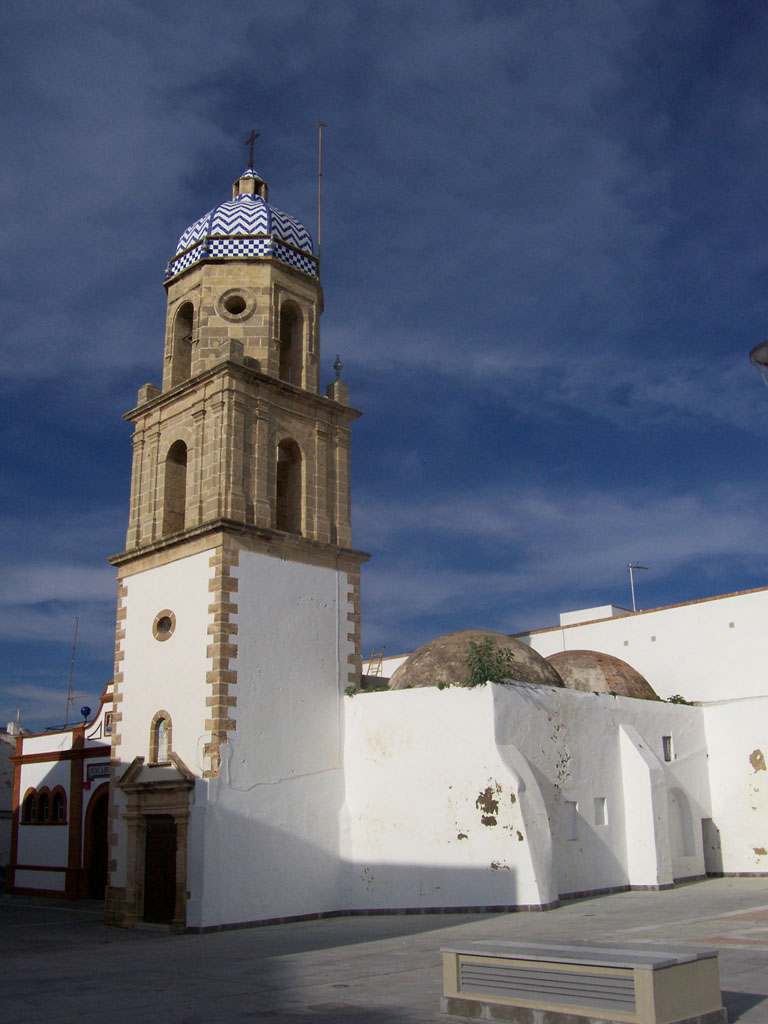
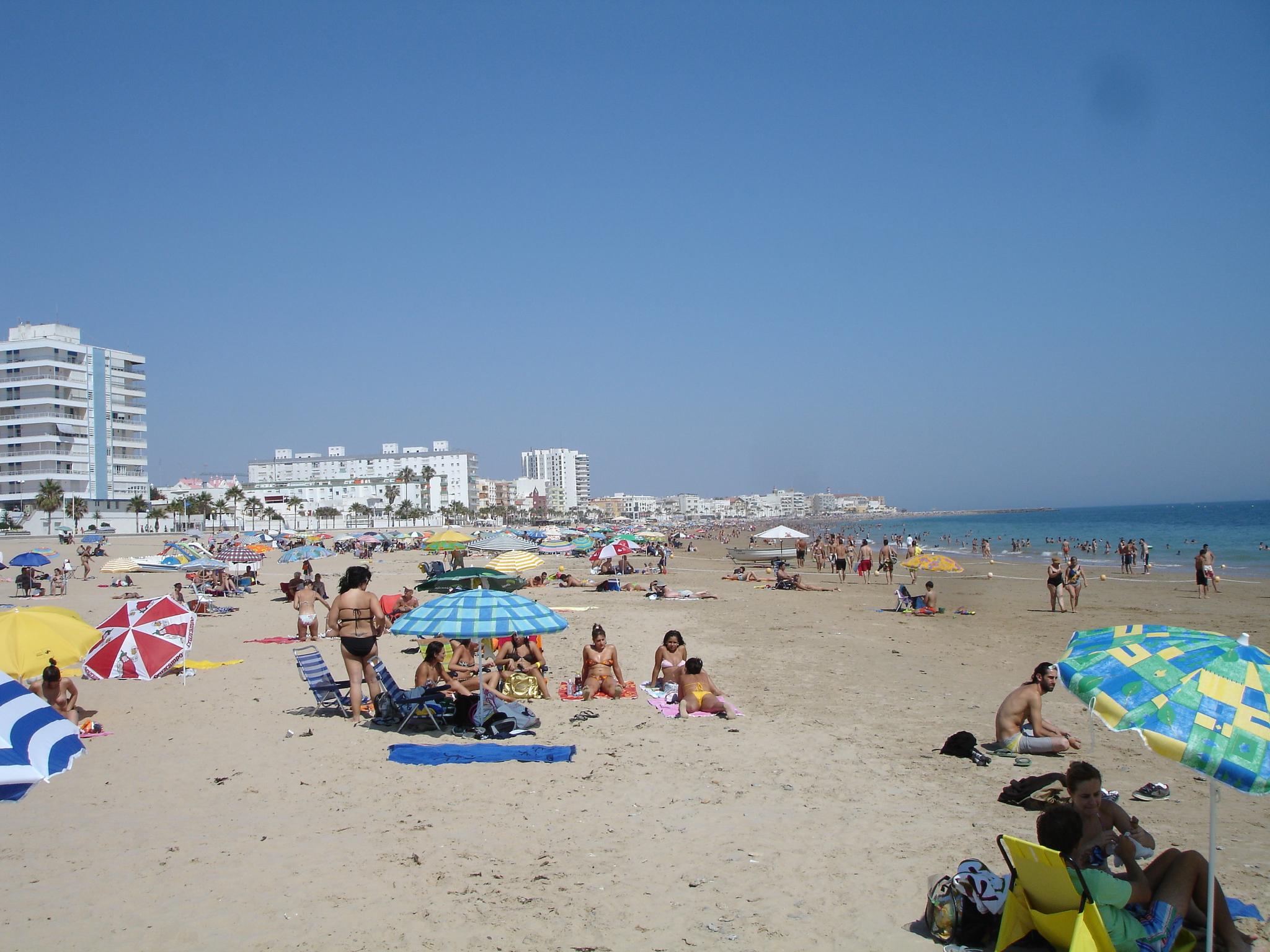
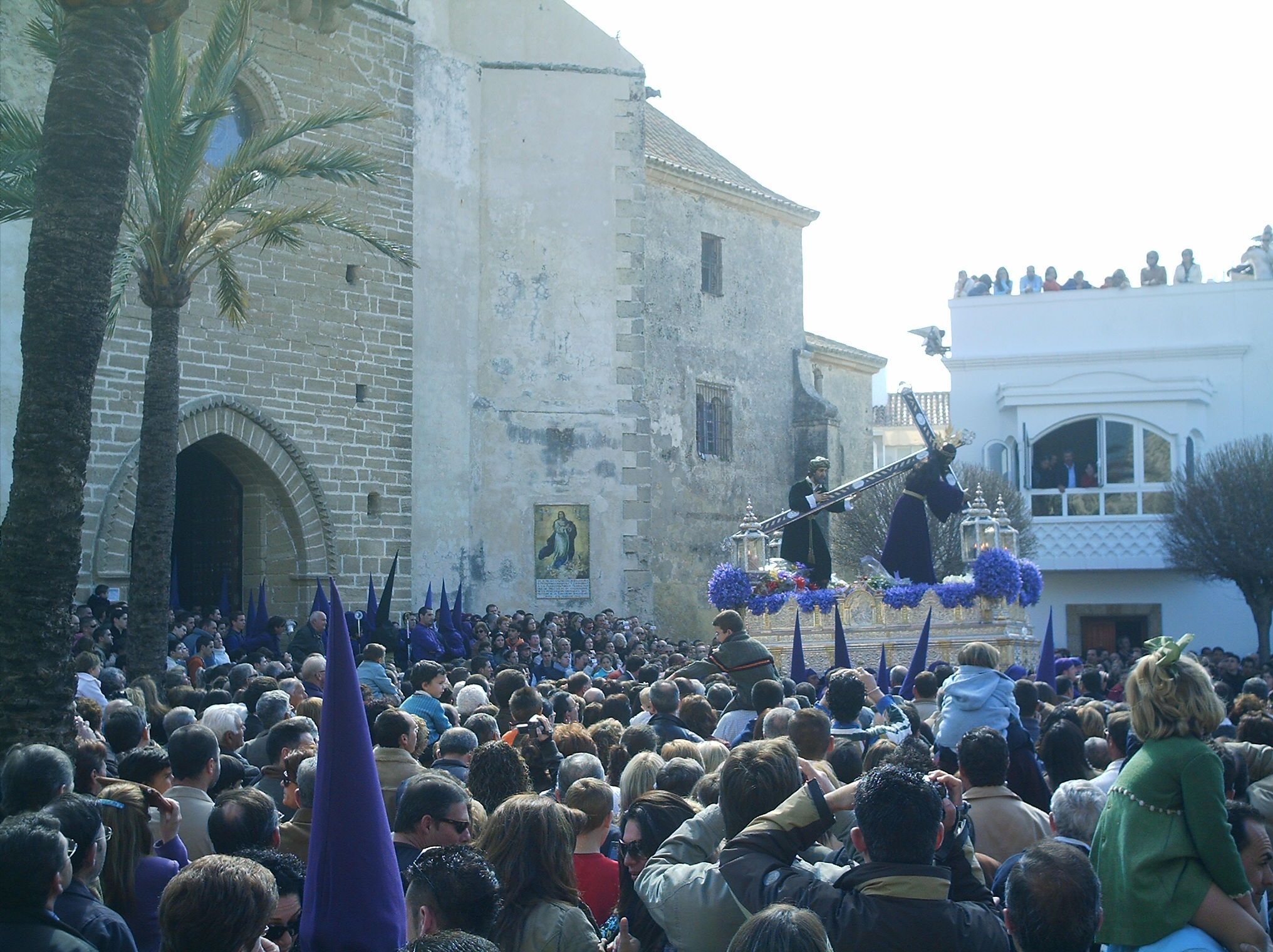